# Hulu Langat
Hulu Langat, ook Ulu Langat is een district in de Maleisische deelstaat Selangor. Het district telt 1,4 miljoen inwoners op een oppervlakte van 830 km² en is onderdeel van de agglomeratie Groot-Kuala Lumpur (Klang Valley).
Gombak · 
Hulu Langat · 
Hulu Selangor · 
Klang · 
Kuala Langat · 
Kuala Selangor · 
Petaling · 
Sabak Bernam · 
Sepang